# Amphiura dacunhae
Amphiura dacunhae är en ormstjärneart som beskrevs av Ole Theodor Jensen Mortensen 1936. Amphiura dacunhae ingår i släktet Amphiura och familjen trådormstjärnor. Inga underarter finns listade i Catalogue of Life.